# Lee Sun-bok
Lee Sun-bok (kor. 이 순복, ur. 26 marca 1950) – południowokoreańska siatkarka, medalistka igrzysk olimpijskich, mistrzostw świata i igrzysk azjatyckich.

## Życiorys
Lee jako zawodniczka reprezentacji Korei Południowej zdobyła srebrne medale igrzysk azjatyckich w 1970 w Bangkoku i 1974 w Teheranie. Podczas mistrzostw świata 1974 w Meksyku stanęła na najniższym stopniu podium. Wystąpiła na igrzyskach olimpijskich 1972 organizowanych w Monachium. Zagrała we wszystkich meczach turnieju, w tym w przegranym meczu o trzecie miejsce z reprezentacją Korei Północnej. Uczestniczyła także w kolejnych igrzyskach, w Montrealu. Wystąpiła we wszystkich trzech meczach fazy grupowej, meczu półfinałowym oraz wygranym pojedynku o brąz z Węgierkami.